# Stadion Rote Erde
El Stadion Rote Erde es un estadio de fútbol ubicado en Dortmund, Renania del Norte-Westfalia, Alemania. Tiene una capacidad de 25 000 personas (3000 sentados) se usa para la práctica de fútbol y atletismo. Sirve como sede para los partidos de local del Borussia Dortmund II y varios clubes atléticos. El estadio fue construido entre 1924 y 1926 a un costo de 1,8 millones de marcos alemanes. El estadio fue inaugurado en 1926, con un partido entre la ciudad de Dortmund y el FC Wacker München (1-11). En la actualidad, limita directamente con el Signal Iduna Park en su lado este.

## Historia

### Historia temprana (1921 a 1937)
Los primeros planes para el estadio datan de 1921, cuando la  Municipalidad de Dortmund decidió construir un Volkspark en la zona sur de Dortmund. El arquitecto Hans Strobel diseñó el parque, en el cual se construiría una piscina, un estadio multifuncional y el Westfalenhallen. El estadio fue construido entre 1924 y 1926 y fue inaugurado en 1926.
El 4 de septiembre de 1927, el Congreso Católico se celebró en el estadio y en el nuevo Westfalenhallen adyacente. Este evento fue organizado por el Nuncio apostólico en Alemania, Eugenio Pacelli, quien más tarde se convertiría en el Papa Pío XII.
En la primera década de la historia del estadio, se utilizó principalmente para eventos deportivos. El primer partido de fútbol oficial en el estadio fue en 1929, el partido de cuartos de final del Campeonato Alemán de Fútbol 1929 entre los rivales del Borussia Dortmund, Schalke 04 y Hertha BSC, con Hertha BSC ganando 4 - 1.
En 1932, el estadio organizó el partido de campeonato Deutschen Jugendkraft Sportverband entre DJK Sparta Núremberg y DJK Adler Frintrop, que terminó 5 - 2 a favor de Núremberg.

### Estadio del Borussia Dortmund (1937 a 1974)
Debido a la máquina de guerra alemana, la industria siderúrgica y  minera Hoesch AG tuvieron que extender sus fábricas en Dortmund. Borussia Dortmund se vio obligado a abandonar su terreno Weisse Wiese y se mudó al Stadion Rote Erde en 1937. Durante la Segunda Guerra Mundial, el estadio sufrió fuertes daños. Fue renovado después de la guerra.
De 1947 a 1967, Borussia Dortmund fue uno de los clubes más exitosos de Alemania Occidental y el estadio ya no podía soportar el número de visitantes. En 1961, se hicieron planes para expandir el estadio, o para construir un nuevo estadio en la misma ubicación del Stadion Rote Erde. Sin embargo, debido a la crisis económica, los planes nunca se pusieron en marcha.
En 1962, el estadio se expandió por puestos de madera temporales, aumentando la capacidad del estadio a 42 000. En 1971, la  Municipalidad de Dortmund acordó construir un nuevo estadio, directamente al oeste del Stadion Rote Erde. Al finalizar el nuevo Westfalenstadion en 1974, Borussia Dortmund se mudó al nuevo estadio.
La estructura de madera de la tribuna y el techo del estadio fueron trasladados a Hannover después de la inauguración del Westfalenstadion. El techo está instalado en el Rudolf-Kalweit-Stadion del SV Arminia Hannover y la tribuna está en el Oststadtstadion del OSV Hannover. Sin embargo, la tribuna en Oststadtstadion fue severamente dañada por un incendio en marzo de 2010.
El Stadion Rote Erde fue sede de dos partidos internacionales para Alemania en su historia.
- 8 de mayo de 1935:  Equipo nacional de fútbol del Tercer Reich -  Irlanda 3 - 1
- 8 de abril de 1967:  Alemania Occidental -  Albania 6 - 0 (Clasificación para la Eurocopa de 1968)

En la década de 1950, el Stadion Rote Erde también había sido sede de varios combates de boxeo. Entre 1950 y 1955, se llevaron a cabo 6 combates de boxeo con más de 200 000 espectadores. Entre ellos estaba la pelea de campeonato de Legendary Europe entre Heinz Neuhaus y Hein ten Hoff el 20 de julio de 1952, que terminó en una victoria de primera ronda para Neuhaus.
En 1990, el Stadion Rote Erde fue sede del Deutsches Turnfest (Festival Alemán de Gimnasia).

## Estado actual
Hoy en día, el estadio Rote Erde sirve como el estadio del Borussia Dortmund II, con capacidad para 10.009 espectadores. El estadio también sirve como un estadio de atletismo con una capacidad de 25.000 espectadores. Sirve a clubes de Dortmund como  LG Olympia Dortmund, Dortmund LAC, LC Rapid Dortmund y TuS Westfalia Hombruch como lugar de entrenamiento y competición.
El estadio forma parte de la lista de monumentos de Dortmund. En diciembre de 2008, una renovación importante del estadio, que costó 1,65 millones de euros, se completó después de 14 meses de construcción.
En la temporada 2009-10, cuando el Borussia Dortmund II jugaba en el 3. Liga por primera vez, el Stadion Rote Erde sirvió como el estadio local del equipo B del Borussia, a pesar de que no cumplía con los requisitos de la Federación Alemana de Fútbol. Los reflectores del estadio solo dan una intensidad de luz de 586 lux, mientras que las regulaciones de 3. Liga requieren una intensidad de luz de 800 lux. A pesar de estas regulaciones, el Stadion Rote Erde continuó sirviendo como el estadio de casa del Borussia Dortmund II después de ser ascendido de nuevo a la 3. Liga en la temporada 2012-13.
El estadio fue criticado varias veces debido a la falta de espacio, la falta de calefacción del suelo y el mal estado de la infraestructura. Debido a esto, Borussia Dortmund está considerando comprar el estadio.

## Galería

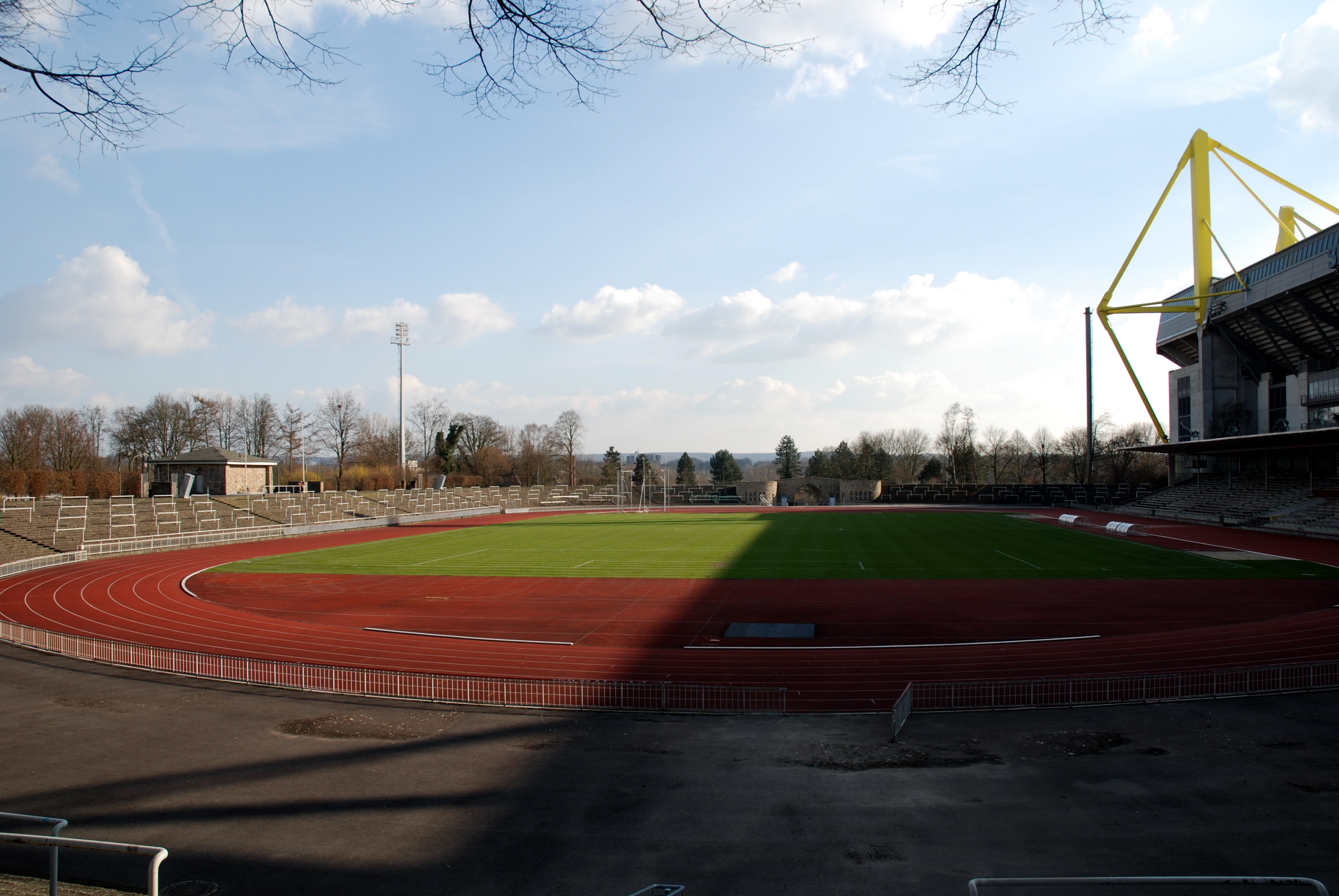
Stadion Rote Erde
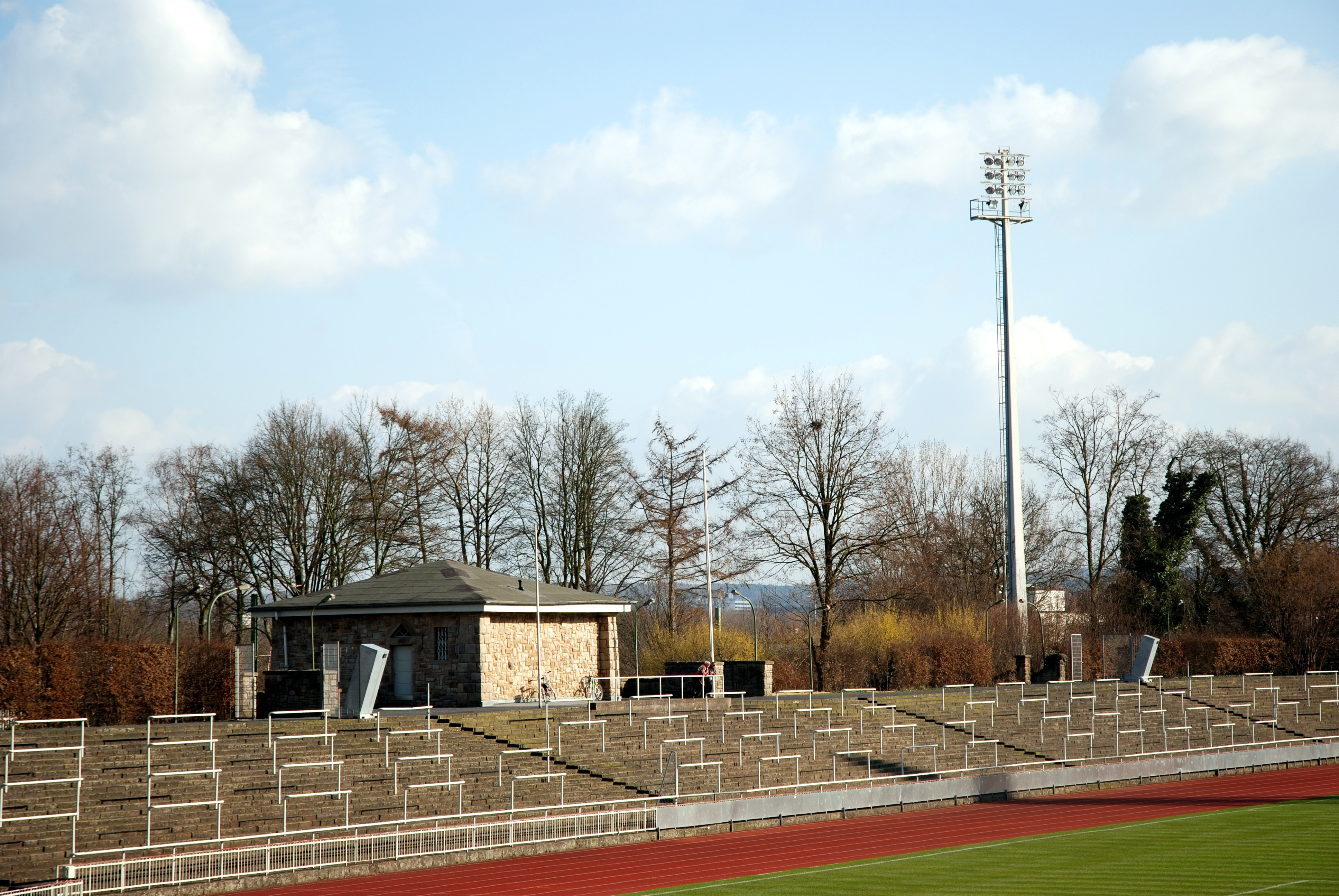
Tribuna con pista de atletismo
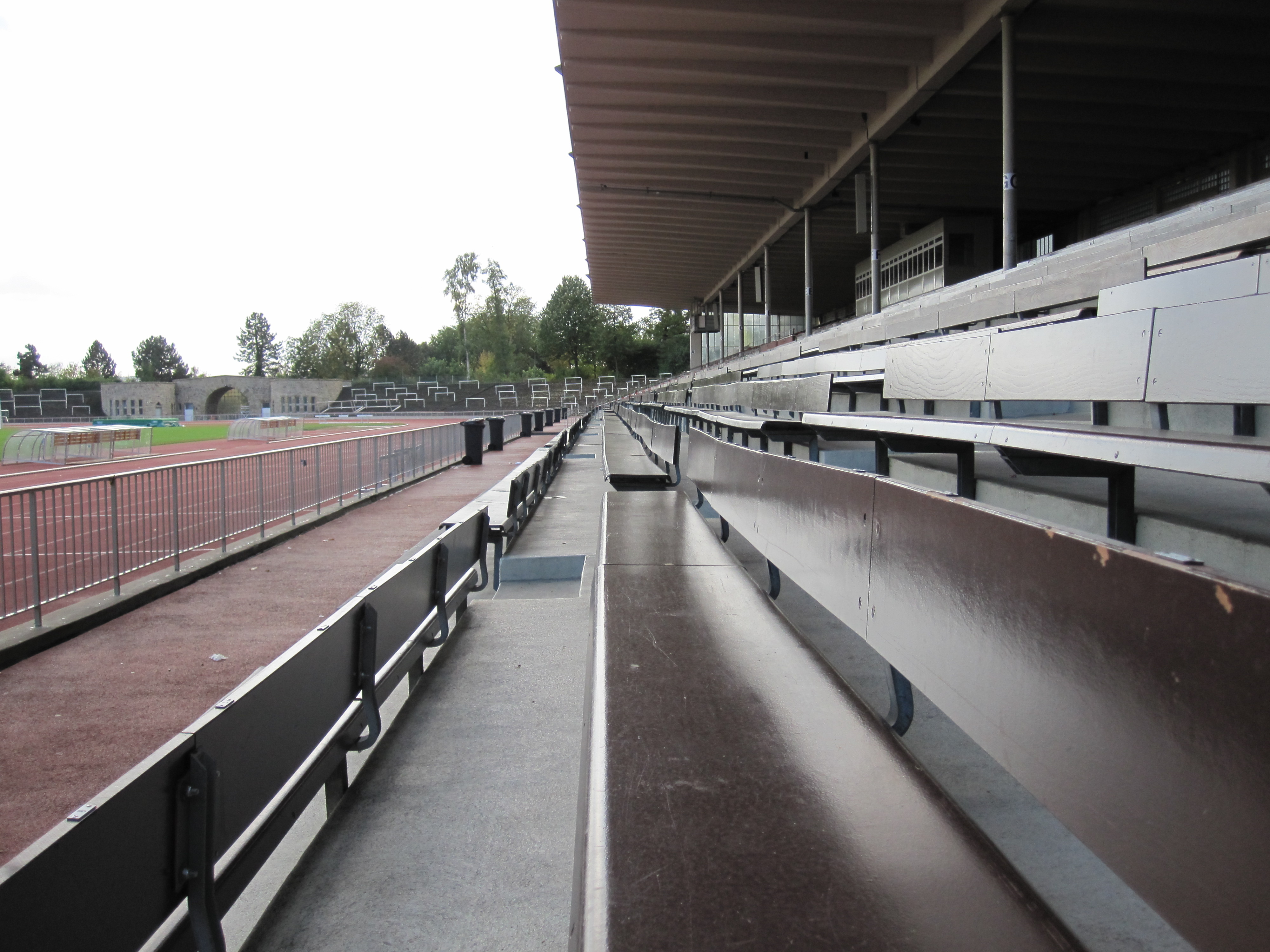
Tribuna
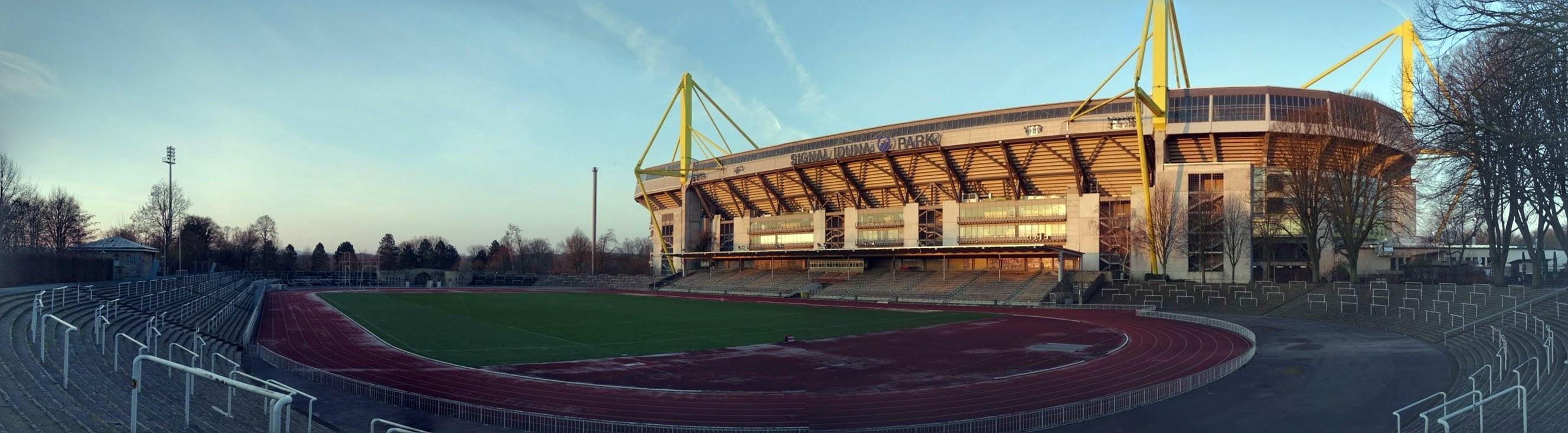
Panorama del estadio
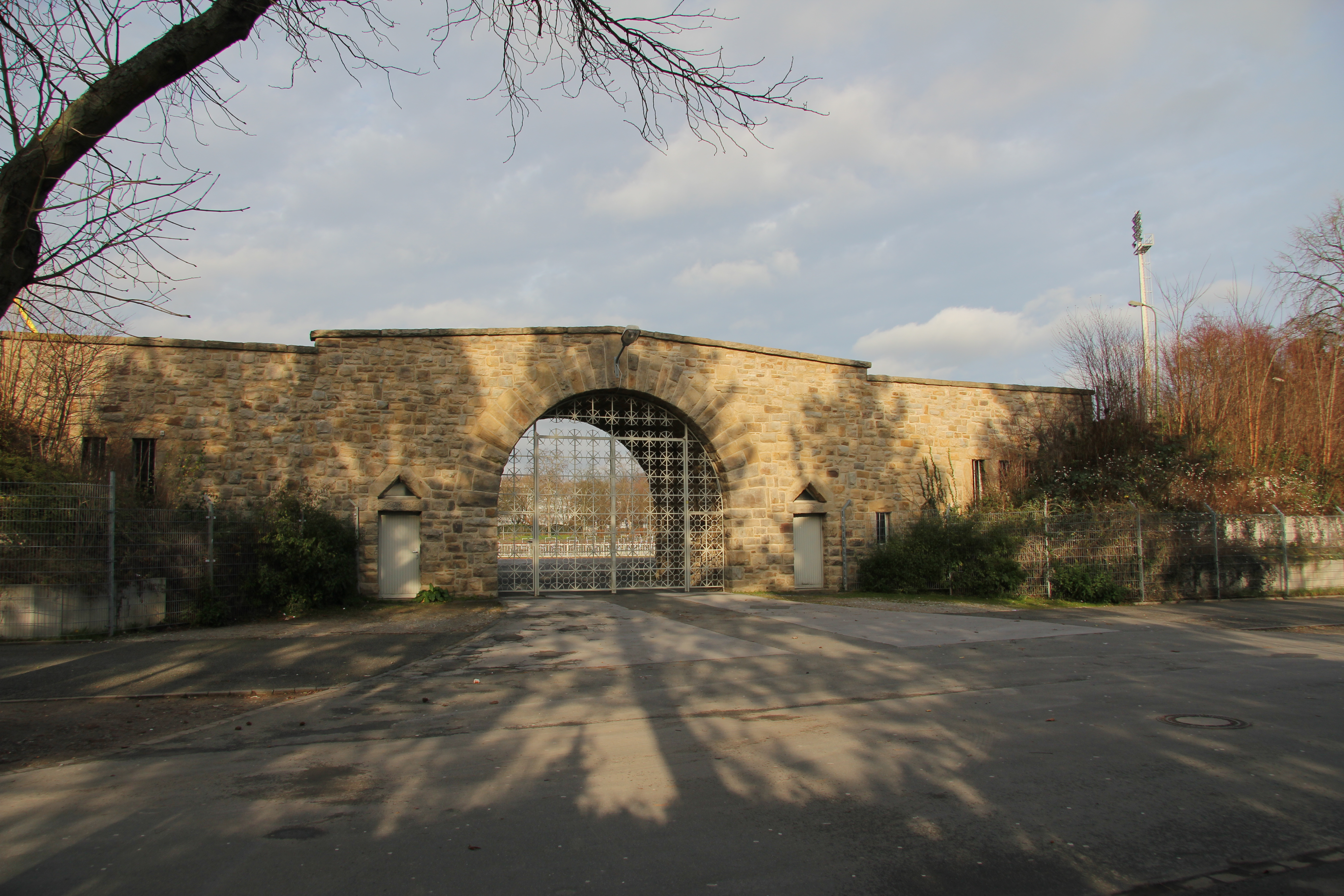
La puerta de maratón en la vista exterior
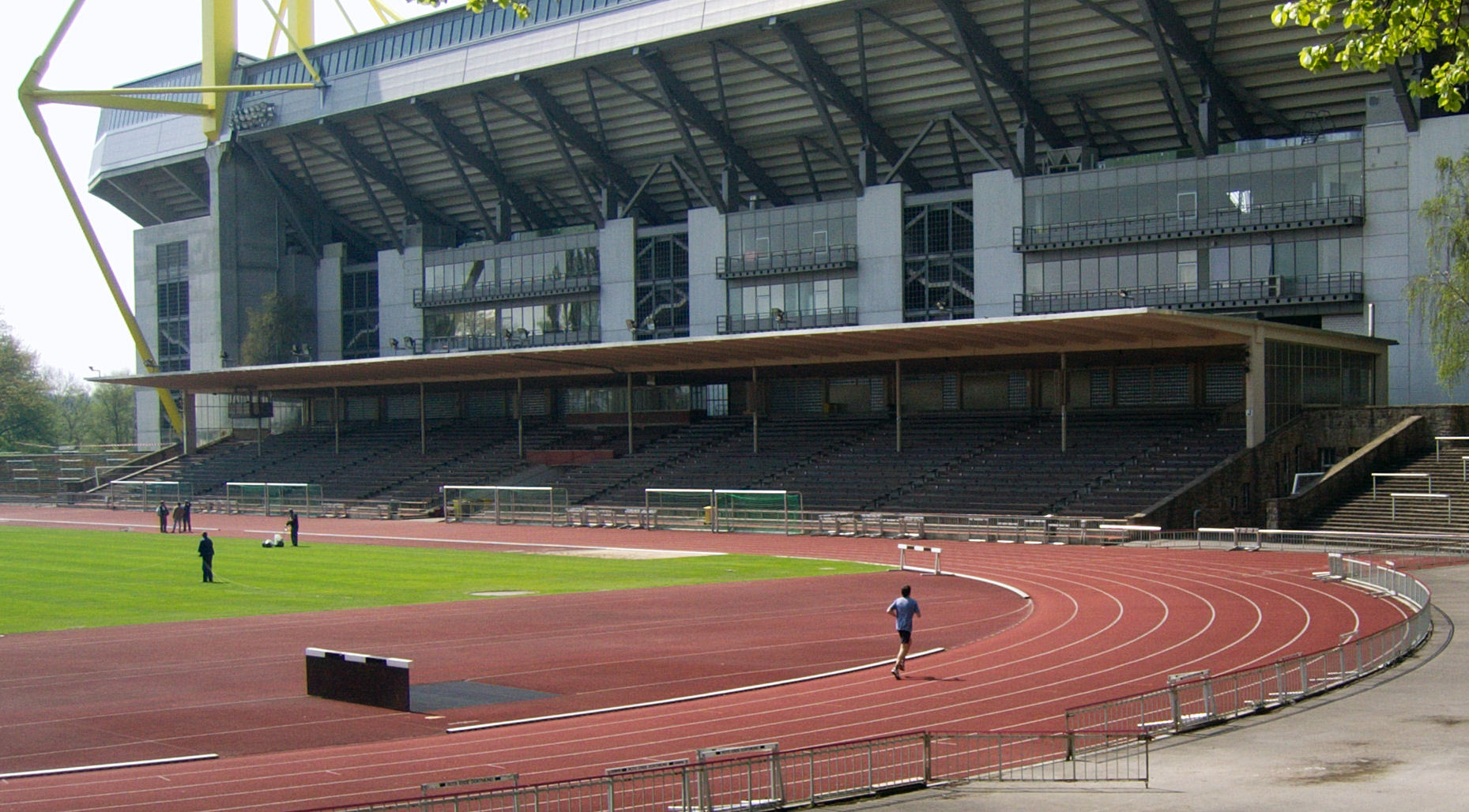
Vista de la tribuna